# Mike Weir (homme politique)
Michael Fraser Weir (né le 24 mars 1957) est un homme politique du Parti national écossais (SNP) qui est député d'Angus en Écosse de 2001 à 2017 lorsqu'il perd son siège au profit du Parti conservateur. Il est whip en chef du SNP à la Chambre des communes. Weir est auparavant conseiller et animateur du comité des objectifs généraux du conseil du district d'Angus. Avant son élection en 2001, il est avocat et associé chez J&DG Shiell à Brechin.

## Jeunesse
Il est né à Arbroath et fait ses études au lycée Arbroath et à l'Université d'Aberdeen, d'où il  obtient son diplôme de LLB en 1979. À l'université, Mike Weir est président de l'Association nationaliste écossaise de l'Université d'Aberdeen et membre du Conseil des représentants des étudiants. Il est également membre de l'exécutif national des Young Scottish Nationalists et de 1984 à 1988, il est conseiller au conseil du district d'Angus, où il est responsable des moyens généraux. Il travaille comme avocat à Montrose et Kirkcaldy avant de s'installer à Brechin où il est associé (dernièrement associé principal) au sein du cabinet J&DG Shiell. Il est marié et père de deux filles.

## Carrière politique
Weir se présente à Aberdeen South aux élections générales de 1987, terminant quatrième.
Il est élu pour la première fois aux Élections générales britanniques de 2001 et, au cours de son premier mandat, est le porte-parole du SNP sur le commerce et l’industrie et le travail et les retraites, ainsi que membre du comité spécial des affaires écossaises (2001–05). En 2005, Weir occupe le nouveau siège d'Angus qui a été considérablement modifié dans les changements de limites pour cette élection. Bien qu'il se soit présenté aux élections avec une majorité théorique de seulement 532 voix, il obtient une majorité de 1601 voix contre les conservateurs. Depuis 2005, Mike Weir est le porte-parole du SNP à Westminster sur les affaires et l'entreprise (qui comprend l'énergie) et l'environnement. Il est un opposant à l'énergie nucléaire et mène une campagne sans relâche sur l'avenir du réseau des Postes. Mike Weir siège au comité de sélection des entreprises, de l'innovation et des compétences (2005–09) et est membre du panel des présidents de 2005 à 2010. Il siège au comité spécial de l'énergie et du changement climatique de 2009 à 2010.
Weir se fait le champion des problèmes liés à l'énergie, notamment en appelant à des "tarifs sociaux" pour les clients les plus pauvres des services publics et en s'opposant aux compteurs de prépaiement .
En tant que porte-parole des affaires postales, Weir mène l'opposition du SNP à la privatisation du Royal Mail 
Mike Weir est whip en chef du SNP à la Chambre des communes pendant la législature 2015-2017.